# Bahnhof Bramsche
Der Bahnhof Bramsche ist ein Zwischenbahnhof im niedersächsischen Bramsche und liegt an der Bahnstrecke Oldenburg–Osnabrück.

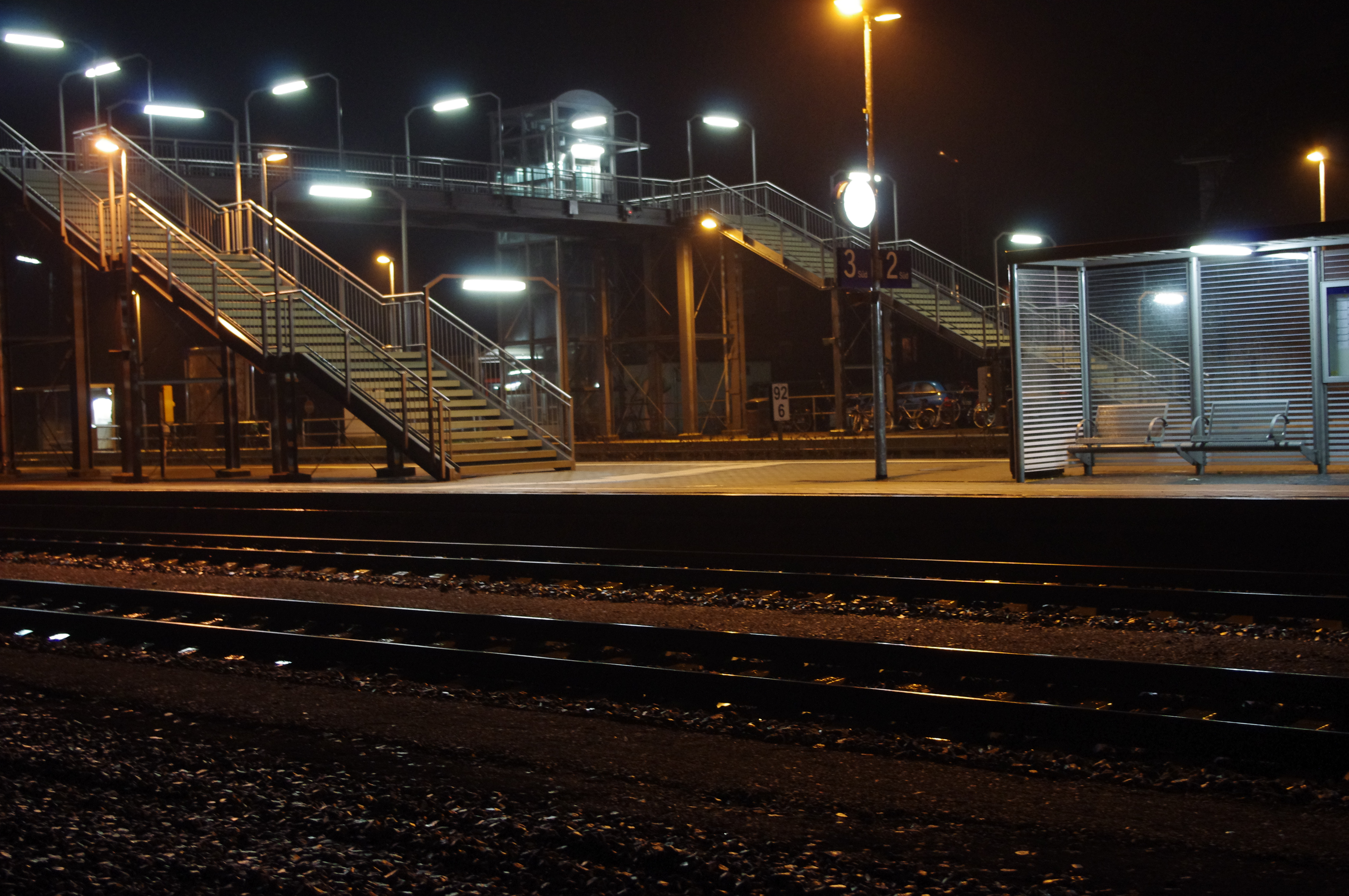
Mittelbahnsteig mit Überführung (2011)

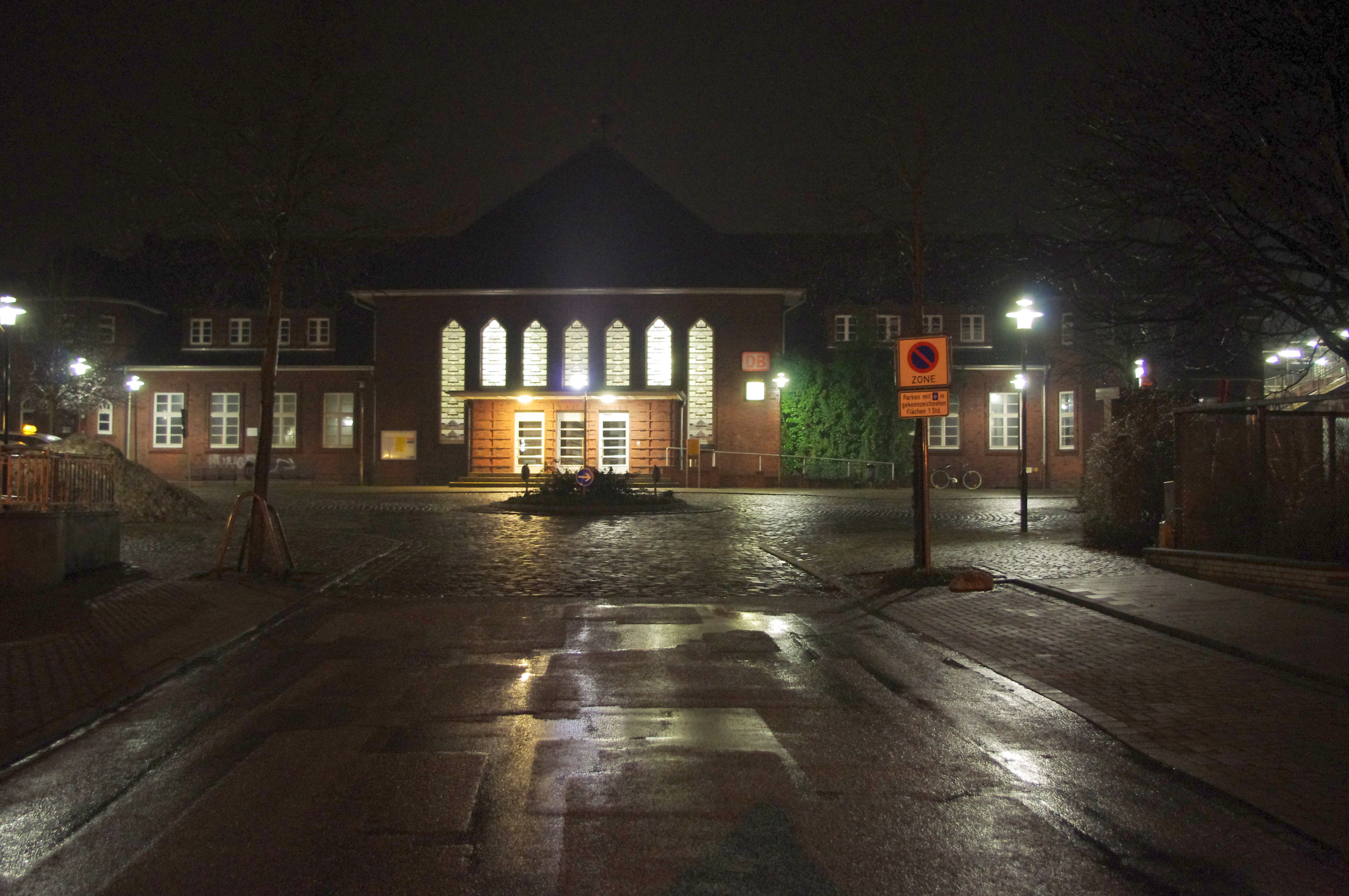
Bahnhofsgebäude (2011)

## Lage
Der Bahnhof befindet sich im westlichen Ortsteil von Bramsche, ist jedoch nur vom östlich gelegenen Zentrum aus zugänglich. Durch die halbstündlich versetzten Fahrten der RE18 und RB58 ist Bramsche mit einem Halbstundentakt nach Osnabrück angebunden.

## Geschichte
Der Bahnhof wurde 1876 zusammen mit dem südlichen Abschnitt der Bahnstrecke Oldenburg–Osnabrück eröffnet. Der Bahnhof wurde im Zuge der Ausschreibung des Weser-Ems-Netzes im Jahr 2000 modernisiert.
Seit 2013 ist das Bahnhofsgebäude im Besitz der Oesting/Bosche Immobiliengesellschaft und wird vorwiegend von der Heilpädagogischen Hilfe Bersenbrück und dem Bramscher Flicken-Café genutzt.

## Bahnhofsanlagen
Der Bahnhof verfügt über vier durchgehende Gleise, von denen drei durch einen Hausbahnsteig sowie einen Mittelbahnsteig für den Personenverkehr genutzt werden können. Die Bahnsteige sind über einen Treppenaufgang und Fahrstühle miteinander verbunden. Zusammen mit dem höhengleichen Einstieg in die Lint41-Triebwagen der NordWestBahn ist somit Barrierefreiheit gegeben.

## Verkehrsanbindung

### Zugverkehr
Im Regionalverkehr wird Bramsche von zwei Linien bedient, die halbstündlich eine Verbindung nach Osnabrück sowie einen Anschluss in Oldenburg Richtung Emden herstellen.
| Linie                    | Linienverlauf | Takt   | EVU          | Anmerkung                       |
| ------------------------ | --- | ------ | ------------ | ------------------------------- |
| RE 18                    | Osnabrück Hbf – Bramsche – Cloppenburg – Oldenburg (Oldb) Hbf – Wilhelmshaven | 60 min | NordWestBahn | Mo–Fr Taktverdichter in der HVZ |
| RB 58                    | Bremen Hbf – Bremen-Neustadt – Delmenhorst – Ganderkesee – Brettorf – Wildeshausen – Rechterfeld – Goldenstedt (Oldb) – Lutten – Vechta – Lohne (Oldb) – Mühlen (Oldb) – Steinfeld (Oldb) – Holdorf (Oldb) – Neuenkirchen (Oldb) – Rieste – Hesepe – Bramsche – Achmer – Halen – Osnabrück Altstadt – Osnabrück Hbf Stand: Fahrplanwechsel Dezember 2023 | 60 min | NordWestBahn |                                 |
| Stand: 12. Dezember 2021 | |        |              |                                 |

### Busverkehr
Der Bahnhof wird von zahlreichen Regionalbuslinien angefahren.

## Weitere Bahnhöfe in Bramsche
Im Gemeindegebiet Bramsches liegen in den Ortsteilen Achmer und Hesepe zwei weitere Bahnhöfe. Beide werden ganztägig von der RB 58 bedient und nur in Tagesrandlage von der RE 18 angefahren.

### Achmer
Der Bahnhof Achmer liegt südlich des Bahnhofs Bramsche ebenfalls an der Bahnstrecke Oldenburg–Osnabrück. Er verfügt über zwei Bahnsteiggleise mit einem Mittelbahnsteig, der über einen Treppenaufgang zugänglich ist.

### Hesepe
Der Bahnhof Hesepe im Norden des Bahnhofs Bramsche liegt an der Bahnstrecke Oldenburg–Osnabrück und ist Endpunkt der Bahnstrecke Delmenhorst–Hesepe. Er verfügt über ein Bahnsteiggleis mit einem Außenbahnsteig.